# Juani Mieres
Juan José Mieres Petruf (Bahía Blanca, 30 de octubre de 1980), más conocido como Juani Mieres, es un exjugador profesional de pádel argentino, aunque obtuvo la nacionalidad española ya que en los mundiales jugó representando a España.
Actualmente es entrenador de la pareja que forman Leo Augsburger y Pablo Cardona.

## Carrera
Juan comenzó a jugar al pádel tras haber jugado a otros deportes como el fútbol y el pádel. Su primera pareja fue su hermano y ya con 14 años, muchos lo veían como futura estrella del pádel. En 1998, fue pareja de Miguel Lamperti y tres años más tarde entró a formar parte del circuito español y en 2003 decide establercerse en el país. Juani fue seleccionado por España para disputar el campeonato del mundo de 2004 donde fueron subcampeones.
Desde 2004 a 2008 formó pareja junto a Pitu Losada llegó a ser campeón del mundo y logró grandes triunfos. Cuando se formó el Padel Pro Tour en 2006, debido a conflictos con la Federación Española, Mieres y Losada fueron la pareja de más renombre en no participar del circuito, siguiendo exclusivamente participando en torneos de la Federación Española. Esto duró hasta el año 2008, por lo que Mieres se perdió las primeras 3 temporadas de Padel Pro Tour. Sin embargo, junto a Losada alcanzaron la final del Mundial por parejas en 2006 y se consagraron campeones del mismo torneo en 2008, en Calgary.
En el año 2009, Pablo Lima se convirtió en su nuevo compañero y se convirtieron rápidamente en la segunda pareja del circuito. Fueron apodados "Los príncipes" del pádel en 2014 lograron ser los únicos jugadores en arrebatarle el número 1 del mundo a Juan Martín Díaz y Fernando Belasteguín en 13 años. En 2012 su nombre se vio manchado al dar positivo en un control antidopaje. Su pareja con Pablo Lima terminó en 2014, quien se convirtió en el nuevo compañero de Fernando Belasteguín en 2015. Mieres decidió jugar junto a Juan Martín Díaz en el año 2015. Sin embargo, no cuajaron como pareja y meses después comunicaron su ruptura. Su nuevo compañero fue Sanyo Gutiérrez hasta el final de temporada. 
En 2016 volvió a jugar junto a Miguel Lamperti, aunque cambió su posición habitual, y comenzó a jugar en el lado derecho de la pista. En 2016 llegó junto a Lamperti a la final del Masters Final de Madrid en donde perdieron contra Paquito Navarro y Sanyo Gutiérrez.
En 2017 continuó jugando con Miguel Lamperti, sin embargo, en este año no lograron llegar a ninguna final, firmando un año más bien discreto. En 2018 volvieron a alcanzar una final en el Master de Portugal donde cayeron derrotados por 7-6 y 7-5 ante Maxi Sánchez y Sanyo Gutiérrez.
Tres torneos después, volvieron a pisar una nueva final, lo hicieron en el Bilbao Open 2018, donde perdieron por un doble 6-3 frente a Paquito Navarro y Pablo Lima.
En 2019 formó pareja con el futuro Nº1 del mundo, Alejandro Galán, con quien alcanzaron 1 título y 1 final. A partir de 2020 probó con varias parejas, con las que no tuvo mayor éxito y sufrió lesiones importantes hasta que anunció su retiro oficial en agosto de 2023.

## Padel Pro Tour-World Padel Tour (desde 2006)

### Títulos
| N.º | Año                      | Torneo                   | Pareja          | Oponentes en la final                 | Resultado           |
| --- | ------------------------ | ------------------------ | --------------- | ------------------------------------- | ------------------- |
| 1.  | 31 de mayo de 2009       | Majadahonda              | Pablo Lima      | Cristian Gutiérrez Sebastián Nerone   | 6-4 6-0             |
| 2.  | 8 de noviembre de 2009   | Logroño                  | Pablo Lima      | Gabriel Reca Hernán Auguste           | 6-4 6-3             |
| 3.  | 29 de noviembre de 2009  | Salamanca                | Pablo Lima      | Juan Martín Díaz Fernando Belasteguín | 6-4 7-5             |
| 4.  | 2 de mayo de 2010        | Ciudad Real              | Pablo Lima      | Gabriel Reca Hernán Auguste           | 6-3 7-5             |
| 5.  | 20 de junio de 2010      | Córdoba                  | Pablo Lima      | Matías Díaz Miguel Lamperti           | 6-7 6-2 6-2         |
| 6.  | 4 de julio de 2010       | Valladolid               | Pablo Lima      | Gabriel Reca Hernán Auguste           | 6-3 6-2             |
| 7.  | 19 de septiembre de 2010 | Sevilla                  | Pablo Lima      | Juan Martín Díaz Fernando Belasteguín | 6-2 6-3             |
| 8.  | 3 de abril de 2011       | Mendoza                  | Pablo Lima      | Juan Martín Díaz Fernando Belasteguín | 6-2 7-6             |
| 9.  | 15 de mayo de 2011       | Tarragona                | Pablo Lima      | Cristian Gutiérrez Miguel Lamperti    | 6-2 6-3             |
| 10. | 27 de noviembre de 2011  | Valencia                 | Pablo Lima      | Maxi Grabiel Fernando Poggi           | 5-7 6-2 6-0         |
| 11. | 29 de julio de 2012      | Marbella                 | Pablo Lima      | Maxi Grabiel Miguel Lamperti          | 4-6 6-3 6-1         |
| 12. | 16 de septiembre de 2012 | Acapulco                 | Pablo Lima      | Gabriel Reca Agustín Gómez Silingo    | 6-1 4-0 ab          |
| 13. | 7 de octubre de 2012     | Sevilla                  | Pablo Lima      | Jordi Muñoz Maxi Sánchez              | 6-3 6-3             |
| 14. | 2 de diciembre de 2012   | Masters PPT Madrid       | Pablo Lima      | Sanyo Gutiérrez Sebastián Nerone      | 6-4 6-4             |
| 15. | 23 de junio de 2013      | Madrid                   | Pablo Lima      | Juan Martín Díaz Fernando Belasteguín | 6-7 6-0 7-6 6-4     |
| 16. | 21 de julio de 2013      | El Puerto de Santa María | Pablo Lima      | Matías Díaz Cristian Gutiérrez        | 6-3 6-2 6-3         |
| 17. | 27 de octubre de 2013    | Las Palmas               | Pablo Lima      | Maxi Grabiel Miguel Lamperti          | 6-4 6-2 6-2         |
| 18. | 1 de diciembre de 2013   | Villa Carlos Paz         | Pablo Lima      | Matías Díaz Cristian Gutiérrez        | 6-7 6-1 6-2 ab      |
| 19. | 13 de julio de 2014      | Castellón                | Pablo Lima      | Juan Martín Díaz Fernando Belasteguín | 2-6 6-3 6-3 6-3     |
| 20. | 24 de agosto de 2014     | Alicante                 | Pablo Lima      | Juan Martín Díaz Fernando Belasteguín | 2-6 7-5 7-6 4-6 7-5 |
| 21. | 20 de septiembre de 2015 | Madrid                   | Sanyo Gutiérrez | Matías Díaz Paquito Navarro           | 6-3 7-6             |
| 22  | 9 de junio de 2019       | Buenos Aires             | Alejandro Galán | Pablo Lima Fernando Belasteguín       | Lesión              |

### Finales
| N.º | Año                      | Torneo                     | Pareja          | Oponentes en la final                 | Resultado           |
| --- | ------------------------ | -------------------------- | --------------- | ------------------------------------- | ------------------- |
| 1.  | 12 de julio de 2009      | Alicante                   | Pablo Lima      | Juan Martín Díaz Fernando Belasteguín | 2-6 6-7             |
| 2.  | 20 de julio de 2009      | Madrid                     | Pablo Lima      | Cristian Gutiérrez Seba Nerone        | 4-6 3-6             |
| 3.  | 20 de septiembre de 2009 | San Sebastián              | Pablo Lima      | Juan Martín Díaz Fernando Belasteguín | 2-6 2-6             |
| 4.  | 13 de diciembre de 2009  | Madrid Master Final        | Pablo Lima      | Juan Martín Díaz Fernando Belasteguín | 4-6 2-6             |
| 5.  | 14 de marzo de 2010      | Mar del Plata              | Pablo Lima      | Matías Díaz Miguel Lamperti           | 5-7 6-4 5-7         |
| 6.  | 30 de mayo de 2010       | Madrid I                   | Pablo Lima      | Maxi Grabiel Agustín Gómez Silingo    | 6-3 3-6 4-6         |
| 7.  | 18 de julio de 2010      | Madrid II                  | Pablo Lima      | Juan Martín Díaz Fernando Belasteguín | 5-7 2-6             |
| 8.  | 25 de julio de 2010      | Benicasim                  | Pablo Lima      | Juan Martín Díaz Fernando Belasteguín | 3-6 5-7             |
| 9.  | 8 de agosto de 2010      | Fuengirola                 | Pablo Lima      | Juan Martín Díaz Fernando Belasteguín | 3-6 4-6             |
| 10. | 26 de septiembre de 2010 | Navarra                    | Pablo Lima      | Juan Martín Díaz Fernando Belasteguín | 4-6 7-6 1-6         |
| 11. | 3 de octubre de 2010     | Bilbao                     | Pablo Lima      | Juan Martín Díaz Fernando Belasteguín | 3-6 4-6             |
| 12. | 24 de octubre de 2010    | Murcia                     | Pablo Lima      | Juan Martín Díaz Fernando Belasteguín | 6-3 4-6 4-6         |
| 13. | 7 de noviembre de 2010   | Logroño                    | Pablo Lima      | Juan Martín Díaz Fernando Belasteguín | 6-7 7-6 3-6         |
| 14. | 19 de diciembre de 2010  | Madrid Master Final        | Pablo Lima      | Juan Martín Díaz Fernando Belasteguín | 3-6 4-6             |
| 15. | 5 de junio de 2011       | Barcelona                  | Pablo Lima      | Juan Martín Díaz Fernando Belasteguín | 4-6 3-6             |
| 16. | 10 de julio de 2011      | Alicante                   | Pablo Lima      | Juan Martín Díaz Fernando Belasteguín | 1-6 1-6             |
| 17. | 31 de julio de 2011      | Marbella                   | Pablo Lima      | Juan Martín Díaz Fernando Belasteguín | 6-4 6-7 3-6         |
| 18. | 2 de octubre de 2011     | Madrid II                  | Pablo Lima      | Juan Martín Díaz Fernando Belasteguín | 4-6 6-7             |
| 19. | 9 de octubre de 2011     | Bilbao                     | Pablo Lima      | Juan Martín Díaz Fernando Belasteguín | 4-6 4-6             |
| 20. | 6 de noviembre de 2011   | Logroño                    | Pablo Lima      | Juan Martín Díaz Fernando Belasteguín | 6-7 4-6             |
| 21. | 13 de noviembre de 2011  | Vitoria                    | Pablo Lima      | Juan Martín Díaz Fernando Belasteguín | 6-7 5-7             |
| 22. | 18 de diciembre de 2011  | Madrid PPT Master Final    | Pablo Lima      | Juan Martín Díaz Fernando Belasteguín | 3-6 3-6             |
| 23. | 9 de octubre de 2011     | Bilbao                     | Pablo Lima      | Juan Martín Díaz Fernando Belasteguín | 4-6 4-6             |
| 24. | 6 de noviembre de 2011   | Logroño                    | Pablo Lima      | Juan Martín Díaz Fernando Belasteguín | 6-7 4-6             |
| 25. | 13 de noviembre de 2011  | Vitoria                    | Pablo Lima      | Juan Martín Díaz Fernando Belasteguín | 6-7 5-7             |
| 26. | 18 de diciembre de 2011  | Madrid PPT Masters Final   | Pablo Lima      | Juan Martín Díaz Fernando Belasteguín | 3-6 3-6             |
| 27. | 26 de febrero de 2012    | Buenos Aires               | Pablo Lima      | Juan Martín Díaz Fernando Belasteguín | 4-6 3-6             |
| 28. | 10 de junio de 2012      | Barcelona                  | Pablo Lima      | Juan Martín Díaz Fernando Belasteguín | 2-6 3-6             |
| 29. | 17 de junio de 2012      | Córdoba                    | Pablo Lima      | Juan Martín Díaz Fernando Belasteguín | 4-6 6-7             |
| 30. | 15 de julio de 2012      | Alicante                   | Pablo Lima      | Sanyo Gutiérrez Seba Nerone           | 6-7 4-6             |
| 31. | 5 de agosto de 2012      | Fuengirola                 | Pablo Lima      | Juan Martín Díaz Fernando Belasteguín | 5-7 6-7             |
| 32. | 2 de septiembre de 2012  | Palma de Mallorca          | Pablo Lima      | Juan Martín Díaz Fernando Belasteguín | 3-6 4-6             |
| 33. | 9 de septiembre de 2012  | Ibiza                      | Pablo Lima      | Juan Martín Díaz Fernando Belasteguín | 6-2 3-6 4-6         |
| 34. | 14 de abril de 2013      | Murcia                     | Pablo Lima      | Juan Martín Díaz Fernando Belasteguín | 3-6 7-6 3-6         |
| 35. | 12 de mayo de 2013       | Sevilla                    | Pablo Lima      | Juan Martín Díaz Fernando Belasteguín | 6-4 6-7 4-6 3-6     |
| 36. | 9 de junio de 2013       | Barcelona                  | Pablo Lima      | Juan Martín Díaz Fernando Belasteguín | 1-6 4-6 6-4 3-6     |
| 37. | 30 de junio de 2013      | La Coruña                  | Pablo Lima      | Matías Díaz Cristian Gutiérrez        | 7-6 6-7 6-1 3-6 3-6 |
| 38. | 7 de juio de 2013        | Santander                  | Pablo Lima      | Matías Díaz Cristian Gutiérrez        | 6-7 1-6 5-7         |
| 39. | 4 de agosto de 2013      | Málaga                     | Pablo Lima      | Juan Martín Díaz Fernando Belasteguín | 4-6 4-6 4-6         |
| 40. | 18 de agosto de 2013     | Benicassim                 | Pablo Lima      | Juan Martín Díaz Fernando Belasteguín | 5-7 1-6 6-4 4-6     |
| 41. | 15 de septiembre de 2013 | Bilbao                     | Pablo Lima      | Juan Martín Díaz Fernando Belasteguín | 6-4 3-6 5-7 2-6     |
| 42. | 29 de septiembre de 2013 | Granada                    | Pablo Lima      | Juan Martín Díaz Fernando Belasteguín | 6-7 4-6 3-6         |
| 43. | 13 de octubre de 2013    | Lisboa                     | Pablo Lima      | Juan Martín Díaz Fernando Belasteguín | 3-6 6-2 3-6 4-6     |
| 44. | 25 de mayo de 2014       | Barcelona                  | Pablo Lima      | Juan Martín Díaz Fernando Belasteguín | 3-6 6-4 2-6 3-6     |
| 45. | 15 de junio de 2014      | Badajoz                    | Pablo Lima      | Juan Martín Díaz Fernando Belasteguín | 4-6 3-6 2-6         |
| 46. | 29 de junio de 2014      | Córdoba                    | Pablo Lima      | Juan Martín Díaz Fernando Belasteguín | 2-6 7-6 3-6 3-6     |
| 47. | 27 de julio de 2014      | Málaga                     | Pablo Lima      | Sanyo Gutiérrez Maxi Sánchez          | 6-4 4-6 2-6 4-6     |
| 48. | 19 de octubre de 2014    | San Cristóbal de la Laguna | Pablo Lima      | Juan Martín Díaz Fernando Belasteguín | 4-6 6-1 2-6         |
| 49. | 4 de octubre de 2015     | Sevilla                    | Sanyo Gutiérrez | Pablo Lima Fernando Belasteguín       | 2-6 0-6             |
| 50. | 31 de octubre de 2015    | Dubai                      | Sanyo Gutiérrez | Pablo Lima Fernando Belasteguín       | 1-6 2-6             |
| 51. | 8 de noviembre de 2015   | San Sebastián              | Sanyo Gutiérrez | Pablo Lima Fernando Belasteguín       | 5-7 4-6             |
| 52. | 18 de diciembre de 2016  | Masters WPT Madrid         | Miguel Lamperti | Sanyo Gutiérrez Paquito Navarro       | 3-6 4-6             |
| 53. | 23 de septiembre de 2018 | Lisboa                     | Miguel Lamperti | Sanyo Gutiérrez Paquito Navarro       | 6-7 5-7             |
| 54. | 28 de octubre de 2018    | Bilbao                     | Miguel Lamperti | Pablo Lima Paquito Navarro            | 3-6 3-6             |
| 55. | 23 de junio de 2019      | Valladolid                 | Alejandro Galán | Juan Lebrón Paquito Navarro           | 7-6 / 4-6 / 4-6     |

## Parejas
- Pitu Losada (2003-2007)
- Pablo Lima (2008-2014)
- Juan Martín Díaz (2015)
- Sanyo Gutiérrez (2015)
- Miguel Lamperti (2016-2018)
- Alejandro Galán (2018-2019)
- Miguel Lamperti (2019-2020)
- Javier Garrido (2020-2021)
- Álvaro Cepero (2021- 2021)
- Denis Perino (2022 - )